# HD 108874 c
إتش دي 108874 ج (بالإنجليزية: HD 108874 c)‏ هو عملاق غازي اكتشفت عام 2005، ويدور في النطاق الصالح للحياة حول نجمه، كما يستقبل تشميس يقدر بـ15.9% مما تستقبله الأرض. وتماثل الكتلة الأدنى له تلك الخاصة بالمشتري، ونظرًا لعدم التعرف على زاوية ميلانه، قد تكون كتلته الحقيقية أكبر من ذلك بكثير.
يعتقد أن الكوكب يمثل ظاهرة رنين مداري بنسبة 4:1 مع كوكب إتش دي 108874 ب.

## وصلات خارجية
- The Extrasolar Planets Encyclopedia: HD 108874 c